# Erling Andersen (calciatore)
Erling Andersen (9 settembre 1901 – 9 gennaio 1969) è stato un calciatore norvegese, di ruolo attaccante.

## Carriera

### Club
Andersen vestì la maglia del Mjøndalen.

### Nazionale
Disputò 2 partite per la Norvegia, realizzando 3 reti. Debuttò il 18 giugno 1929, nella vittoria per 4-0 contro la Finlandia, sfida in cui siglò una rete.